# Héctor Moreno
Héctor Alfredo Moreno Herrera (* 17. ledna 1988 Culiacán) je mexický profesionální fotbalista, hrající na pozici středního obránce v klubu CF Monterrey.
Hrál za kluby UNAM, AZ Alkmaar, RCD Espanyol, PSV Eindhoven, AS Řím, Real Sociedad, Al-Gharafa, od roku 2021 hraje za klub CF Monterrey.
Od roku 2007 až do roku 2023 byl členem mexické fotbalové reprezentace. Účastnil se Mistrovství světa ve fotbale 2010, 2014, 2018 a 2022. Dvakrát v reprezentaci vyhrál Zlatý pohár CONCACAF. S nizozemským klubem AZ Alkmaar zvítězil v  Eredivizi.